# Through Yourself & Back Again (álbum)
Through Yourself & Back Again es el segundo álbum de estudio de la banda estadounidense de Rock alternativo Thriving Ivory. Fue lanzado el 14 de septiembre del 2010. El sencillo principal del álbum, Where We Belong, fue publicado el 10 de mayo del 2010 por tiempo limitado a través de un video de YouTube. Al siguiente día 11 de mayo, el sencillo fue lanzado en iTunes, y en todas las tiendas el 19 de mayo, El 16 de julio, la banda publicó el sencillo a través de si cuenta de Twitter.
El nombre del álbum viene del segundo verso de la canción "Moonlight".  La letra dice, "We're gonna let go and let ourselves be found. We're gonna set fire 'til we grow tired and burn our sorrows to the ground. I'm gonna take your hand 'til you're through yourself and back again. We'll be dancing in the moonlight."

## Lista de canciones
| N.º | Título | Duración |  |

- Datos: Q7798417